# خبازة منتصبة
خبازة منتصبة (الاسم العلمي: Malva erecta ) هي نوع نباتي يتبع جنس الخبازة من الفصيلة الخبازية.  